# Enoxolone
Enoxolone (INN, BAN; còn được gọi là axit Glycyrrhetinic hoặc axit glycyrrhetic) là một dẫn xuất triterpenoid 5 vòng của beta-amyrin loại thu được từ quá trình thủy phân của axit glycyrrhizic, được lấy từ các loại thảo dược cam thảo. Nó được sử dụng trong hương liệu và nó che giấu vị đắng của các loại thuốc như lô hội và quinine. Đó là hiệu quả trong điều trị loét dạ dày tá tràng và cũng có đờm đặc tính (ho). Nó có một số tính chất dược lý bổ sung với các hoạt động chống vi rút, kháng nấm, chống nhiễm trùng và kháng khuẩn.

## Cơ chế hoạt động
Axit Glycyrrhetinic ức chế các enzyme (15-hydroxyprostaglandin dehydrogenase và delta-13-prostaglandin) chuyển hóa các tuyến tiền liệt PGE-2 và PGF-2α thành các chất chuyển hóa 15-keto-13,14-dihydro tương ứng của chúng.    Điều này gây ra sự gia tăng mức độ của các tuyến tiền liệt trong hệ thống tiêu hóa.    Prostaglandin ức chế bài tiết dạ dày nhưng kích thích bài tiết tuyến tụy và bài tiết chất nhầy trong ruột và làm tăng rõ rệt nhu động ruột.    Chúng cũng gây ra sự tăng sinh tế bào trong dạ dày.    Tác dụng đối với bài tiết axit dạ dày, thúc đẩy bài tiết chất nhầy và tăng sinh tế bào cho thấy tại sao cam thảo có tiềm năng trong điều trị loét dạ dày. 

PGF-2α kích thích hoạt động của tử cung khi mang thai và có thể gây sảy thai, do đó, không nên dùng cam thảo trong khi mang thai. 

Cấu trúc của axit glycyrrhetinic tương tự như của cortisone. Cả hai phân tử đều phẳng và giống nhau ở vị trí 3 và 11. Đây có thể là cơ sở cho hành động chống viêm của cam thảo. 

3-β- D - (Monoglucuronyl) axit -18-β-Glycyrrhetinic, một chất chuyển hóa của axit Glycyrrhetinic, ức chế sự chuyển đổi của 'hoạt động' cortisol để 'không hoạt động' cortisone trong thận. Điều này xảy ra thông qua sự ức chế enzyme bằng cách ức chế enzyme 11--hydroxapseoid dehydrogenase. Kết quả là nồng độ cortisol cao trong ống thu thập của thận. Cortisol có các đặc tính khoáng chất nội sinh (nghĩa là nó hoạt động như aldosterone và tăng tái hấp thu natri) hoạt động trên các kênh ENaC trong ống thu thập.  Tăng huyết áp phát triển do cơ chế giữ natri này. Mọi người thường bị huyết áp cao với lượng renin thấp và nồng độ aldosterone thấp. Lượng cortisol tăng lên liên kết với các thụ thể khoáng chất không bảo vệ, không đặc hiệu và gây ứ đọng natri và chất lỏng, hạ kali máu, huyết áp cao và ức chế hệ thống renin-angiotensin-aldosterone. Do đó, không nên dùng cam thảo cho bệnh nhân có tiền sử tăng huyết áp với liều đủ để ức chế 11—hydroxapseoid dehydrogenase.

## Các dẫn xuất

Các dẫn xuất của axit Glycyrrhetinic, trong đó R là một nhóm chức biến

Trong axit glycyrrhetinic, nhóm chức (R) là nhóm hydroxyl. Nghiên cứu năm 2005 đã chứng minh rằng với một nhóm chức năng thích hợp, có thể thu được chất làm ngọt nhân tạo glycyrrhetinic rất hiệu quả. Khi R là chuỗi bên NHCO (CH 2) CO 2 K anion, hiệu ứng làm ngọt được tìm thấy tới 1200 lần so với đường (dữ liệu bảng cảm giác của con người). Một miếng đệm ngắn hơn hoặc dài hơn làm giảm hiệu quả làm ngọt. Một lời giải thích là thụ thể tế bào vị giác có 1,3 nanomet (13 angstroms) có sẵn để lắp ghép với phân tử chất tạo ngọt. Ngoài ra, phân tử chất ngọt đòi hỏi ba vị trí của người cho proton, trong đó hai vị trí cư trú tại các chi để có thể tương tác hiệu quả với khoang thụ thể.
Một chất tương tự tổng hợp, carbenoxolone, được phát triển ở Anh. Cả axit glycyrrhetinic và carbenoxolone đều có tác dụng điều chỉnh tín hiệu thần kinh thông qua các kênh tiếp giáp khoảng cách.
Acetoxolone, dẫn xuất acetyl của axit glycyrrhetinic, là một loại thuốc được sử dụng trong điều trị loét dạ dày và bệnh trào ngược dạ dày thực quản.